# Long Latin American Millimeter Array
El Large Latin American Millimeter Array (LLAMA) es un radiotelescopio cuya construcción está siendo planeada por Argentina y Brasil, y que podría comenzar a obtener financiamiento en 2015. Además de realizar investigación independiente, también sería utilizado en red con ALMA, en Chile, por lo que LLAMA estaría ubicado a unos 200 km, en Argentina.
Grupos de investigación de Bolivia, Chile, Colombia, México, Perú, Uruguay y Venezuela también se han mostrado interesados en participar en el proyecto. Además, se espera que LLAMA propicie a largo plazo la creación de una red de radiotelescopios en varios países sudamericanos, lo que favorecería la integración científica y tecnológica de la región.

## Funcionamiento
Con una antena de 12 m de diámetro, se planea que LLAMA trabaje en las bandas de frecuencia de 84 a 116 GHz, de 221 a 275 GHz, de 275 a 373 GHz y de 602 a 720 GHz. Estas frecuencias corresponden a las bandas milimétrica y submilimétrica, con las que es posible obtener información de las moléculas en el espacio.
LLAMA abarcará prácticamente todas las áreas de la astronomía, incluyendo estudios del Sol y del sistema solar, la evolución estelar, el medio interestelar y las galaxias distantes. Además de funcionar como un instrumento autónomo, LLAMA podrá realizar interferometría de base ancha en conjunto con otros radiotelescopios, como APEX, ASTE y ALMA en Chile.
Es de especial importancia la colaboración que podría tener con la estación ALMA, el mayor proyecto astronómico del mundo. Dado que ALMA consiste en 66 radiotelescopios será capaz de refinar los datos obtenidos con el radiotelescopio LLAMA y, a su vez, podrá funcionar en red con este para obtener una resolución angular aumentada 10 veces (hasta 1 µsa en longitudes de onda de 1 mm) gracias a la distancia entre ambos observatorios. Así, LLAMA otorgaría a los investigadores de la región mayor poder de negociación para participar en ALMA, que espera tener mucha demanda y está financiado por países de fuera de la región.

## Ubicación
El instrumento LLAMA será instalado en un sitio ubicado a 4.830 m s. n. m. en la región de la Puna argentina. El sitio seleccionado para su instalación es la zona denominada Alto Chorrillos de la Provincia de Salta, cerca de la localidad de San Antonio de los Cobres. Así, se planea aprovechar la cercanía del Paso de Sico para transportar la antena desde el puerto de arribo de la misma, ubicado en el norte de Chile, hasta su ubicación definitiva.

## Financiamiento
Se estima que el proyecto tenga un costo inicial de 20 millones de dólares, que será compartido por las dos naciones participantes. Así, Brasil cubrirá principalmente la construcción de la antena y Argentina se encargará de la infraestructura local. Ambos países, también tendrían participación en el desarrollo de equipamiento electrónico que sería instalado en el radiómetro. s